# René Boylesve
René Boylesve, ursprungligen René Marie Auguste Tardivau, född 14 april 1867 i Touraine, död 14 januari 1926, var en fransk författare.
Boylesve skildrade främst medelklassliv i provinsen. Han invaldes 1919 i Franska akademien efter Alfred Mézières. Bland hans främsta arbeten märks Le médecin de dames de Néans (1896), Mademoiselle Cloque (1899), Le leçon d'amour dans un parc (1902), Le jeune fille bien élevée (1909, svensk översättning En väluppfostrad flicka 1920), fortsättningen på den senare Madeleine, jeune femme (1912), samt Tu n'es plus rien (1917).